# Ernst Moritz Geyger
Ernst Moritz Geyger (født 9. november 1861 i Rixdorf ved Berlin, Tyskland, død 29. december 1941 i Marignolle ved Firenze, Italien) var en tysk skulptør og maler.
Geygers mest kendte værk er Bueskytten (tysk: Bogenschütze). Originalen fra 1895 er en næsten fire meter høj bueskytte, der blev støbt i bronze i 1900 og købt af den tyske kejser Wilhelm II til at pryde parken ved Sanssouci i Potsdam. Geyger støbte fire kopier i 1902. De findes i Dresden, Hannover, Ludwigshafen og på Østerbro Stadion i København i aksen mod Østerbrogade.
I forbindelse med opførelsen af Idrætshuset i 1912 købte brygger Carl Jacobsen en af de fire kopier, og den blev opstillet på Østerbro Stadion i 1913 sammen med fem andre skulpturer. I 2009 blev de seks statuer og Idrætshuset med stakit, portpiller og porte mod pladsen fredet.